# ニュルンベルク市電GTA8形電車
GTA8形は、ドイツの都市・ニュルンベルクの路面電車であるニュルンベルク市電に導入される電車。シーメンスが展開する路面電車車両ブランドのアヴェニオの1形式で、2022年から営業運転を開始した。

## 概要
2019年、ニュルンベルク市電を運営する ニュルンベルク公共交通会社（VAG）は、路線の延伸や既存の路線の系統増設といった今後の計画に伴う輸送力増強のため、シーメンスとの間に新型路面電車車両の導入に関する契約を交わした。これがGTA8形で、シーメンスが世界各地に展開する路面電車車両ブランドのアヴェニオ（Avenio）の1形式である。
GTA8形は片運転台の4車体連接車で、各車体に車軸が設置されていない独立車輪を用いた台車が設置されており、そのうち3つは出力100 kwの主電動機が2基配置された動力台車で、ニュルンベルク市電の勾配区間の走行にも対応した設計となっている。車内・車外デザインについてはニュルンベルク公共交通会社の家庭的な感覚を含めた近代的な要素と伝統的な要素の融合というコンセプトが基になっている他、障害者団体からの要望や意見を受けてフリースペースの設置を始めとしたバリアフリーの向上が図られている。また、車内は冷暖房が完備され、wi-fi通信が可能となっている他、照明はエネルギー消費量を抑えるためLED照明が採用されている。セキュリティ面についても監視カメラの設置など最新の基準に準拠した設計が用いられている。電気機器はニュルンベルク市電の架線電圧である直流600 Vに対応している一方、750 Vへの昇圧にも適合した構造となっている。
2019年の契約時の発注数は12両であったが、同時に最大75両分のオプション契約も交わしており、これを行使する形で2021年に14両の追加発注が行われた。最初の車両は同年に完成した後、シーメンスの工場での試験を経て翌2022年に最初の車両（2003）がニュルンベルクに到着した。以降は順次納入が実施されており、営業運転は2022年12月21日から始まっている。